# Trichodesma scottii
Trichodesma scottii är en strävbladig växtart som beskrevs av Isaac Bayley Balfour. Trichodesma scottii ingår i släktet Trichodesma och familjen strävbladiga växter. Inga underarter finns listade i Catalogue of Life.